# Офидиофобија
Офидиофобија или офиофобија је ненормалан страх од змија. Понекад се назива мало општијим изразом - херпетофобија што је страх од гмизаваца и водоземаца. Реч потиче од грчких речи ὄφις, ophis, што значи "змија" и φοβία, phobia, што значи "страх".
Фобија - ирационалан и надмоћан страх - разликује се од опште непријатности и разумног страха од отровних змијских угриза или огромних констриктора као што су бое и питони. Офидиофоб се не плаши само змије када је види уживо, већ се плаши и да размишља о њима или чак и кад их види на снимку или фотографији.
Отприлике трећину одраслих људи чине офидиофоби, што ову фобију чини најчешће пријављеном или другом најчешће пријављеном фобијом од свих. Студија из 2001. године на Институту Каролинска у Шведској сугерише да сисари могу имати урођену негативну реакцију на змије (и паукове), што је од виталног значаја за њихов опстанак, јер је омогућило да се одмах идетификују опасне претње.